# Segundo Divishon
De Segundo Divishon is de tweede voetbalcompetitie op Curaçao. 
Sinds 1974 heeft Curaçao een zelfstandige competitie. De vroegere naam is Dos Division of Sekshon Amatùr. De onderste ploeg van de Promé Divishon (het hoogste niveau) speelt tegen de kampioen van de Segundo Divishon een promotie-degradatiewedstrijd om een plaats in de hoogste voetbalafdeling. De nummer tien in de eindstand speelt een promotie-degradatiewedstrijd tegen de winnaar van de Terser Divishon.

## Seizoen 2016

### Deelnemers
| RKVFC Sithoc   | Inter Willemstad      |
| SOV Santa Cruz | CH Mahuma             |
| SV De Koning   | SV Deportivo Marquita |
| SV Indekor     | SV New Song           |
| SV Atomic      | UD Tera Kòrá          |

## Winnaars
- 1974/75: SV VESTA
- 1976: SV Victory Boys
- 1976/77: SV VESTA
- 1978: Union Deportivo Banda Abou
- 1979 RKSV Centro Dominguito
- 1980: SV VESTA
- 1981: RKSV Centro Dominguito
- 1982: SV Hubentut Korsou
- 1983: RKSV Centro Dominguito
- 1984: SV De Koning
- 1985: SV Victory Boys
- 1986: onbekend
- 1987: SV Eleven Brothers
- 1988: SV Eleven Brothers
- 1989: SV VESTA
- 1990: SV VESTA
- 1991: SV De Koning
- 1992: SV Centro Hubenil Mahuma
- 1993: Union Deportivo Banda Abou
- 1994: SV De Koning
- 1995: SV Centro Social Deportivo Barber
- 1996: SV VESTA
- 1997: SV Hubentut Fortuna
- 1998/99: SOV Santa Cruz
- 2000: SV Kintjan Boys
- 2001/02: Inter Willemstad
- 2002/03: SV Hubentut Fortuna
- 2003/04: SV VESTA
- 2004/05: SV Hubentut Fortuna
- 2005/06: SOV Santa Cruz
- 2006/07: SOV Santa Cruz
- 2007/08: SV Centro Hubenil Mahuma
- 2008/09: SOV Santa Cruz
- 2009/10: Didi Skèrpènè
- 2010/11: CVC De Zebra's
- 2011/12: CRKSV Jong Colombia
- 2013: SV Centro Hubenil Mahuma
- 2014: RKSV Scherpenheuvel
- 2015: SV VESTA
- 2016: Inter Willemstad
- 2017: CRKSV Jong Colombia
- 2020: Sitoch
- 2021: CRKSV Jong Colombia
- 2022: Ateltiko Saliña

Albanië · 
Andorra · 
Armenië · 
Azerbeidzjan · 
België (tot 2016 / vanaf 2016) ·
Bhutan ·
Bosnië-Herzegovina (BiH) · 
Bosnië-Herzegovina (RS) · 
Bulgarije · 
Curaçao · 
Cyprus · 
Denemarken · 
Duitsland · 
Engeland · 
Estland · 
Faeröer · 
Finland · 
Frankrijk · 
Georgië · 
Gibraltar · 
Griekenland · 
Hongarije · 
Ierland · 
IJsland · 
Israël · 
Italië · 
Kazachstan · 
Kosovo · 
Kroatië · 
Letland · 
Litouwen · 
Luxemburg · 
Malta · 
Moldavië · 
Montenegro · 
Nederland · 
Noord-Ierland · 
Noord-Macedonië · 
Noorwegen · 
Oekraïne · 
Oostenrijk · 
Polen · 
Portugal · 
Roemenië · 
Rusland · 
Schotland · 
Servië · 
Servië en Montenegro (FR Joegoslavië) ·
Slovenië · 
Slowakije · 
Sovjet-Unie · 
Spanje · 
Tsjechië · 
Tsjecho-Slowakije ·
Turkije · 
Turkse Republiek Noord-Cyprus · 
Wales (Noord) · 
Wales (Zuid) · 
Wit-Rusland · 
Zweden · 
Zwitserland